# 希普平顶山
希普平顶山（英語：Sheep Mesa，11,590英尺（3,530））位于美国怀俄明州的阿布萨罗卡岭区以内。希普平顶山位于布莱克沃特谷（Blackwater Canyon）的最南端，是布莱克沃特溪（Blackwater Creek）的源头。